# Nattens rose
Nattens rose er en amerikansk stumfilm fra 1921 af Wallace Worsley.

## Medvirkende
- Leatrice Joy som Georgia Rodman
- Lon Chaney som O'Rourke / Duke McGee
- John Bowers som Graham
- Cullen Landis som Jimmy
- Richard Tucker som Clancy
- Mary Warren som Mary Rodman
- Edythe Chapman som Mrs. Rodman